# Ousseni Labo
Ousseni Labo (* 11. Juni 1982 in Lomé) ist ein ehemaliger togoischer Fußballspieler.
Er spielte zumeist auf der Position des Stürmers und in der togoischen Nationalmannschaft auf der Position des linken Verteidigers, auf der einst bereits in seinem Heimatland gespielt hatte. Zu seinen Stärken gehören besonders seine Schnelligkeit sowie seine hohe Laufbereitschaft. Zum Ende seiner Karriere trat er zeitweise auch als Fußballtrainer in Erscheinung.

## Verein
In seinem Heimatland spielte Ousseni Labo für den CO Modèle de Lomé, wo er als linker Verteidiger eingesetzt wurde. Im Jahr 2003 kam er nach Deutschland und wurde im westfälischen Münster ansässig. Labo spielte zunächst für den Kreisligisten ESV Münster und später Grün-Weiß Gelmer. Des Weiteren trainierte er zwei Jahre lang die Jugendmannschaft des ESV Münster. Nach weiteren Stationen bei Davaria Davensberg und dem SC Verl stand er in der Saison 2007/08 beim FC Eintracht Rheine in der Oberliga Westfalen unter Vertrag. Von Februar bis August 2009 war Ousseni Labo für die zweite Mannschaft von Rot Weiss Ahlen aktiv, bevor er in der Rückrunde 2009/10 zu Davaria Davensberg zurückkehrte. Von 2010 bis 2012 spielt Labo für den Münsteraner Landesligisten VfL Wolbeck. Danach schloss er sich zwei Jahre lang der SpVg Beckum an und war in weiterer Folge von 2014 bis 2017 Spieler der SG Sendenhorst, deren zweite Mannschaft er parallel dazu von 2016 bis 2017 trainierte. Anfang April 2017 übernahm er interimistisch das Traineramt der ersten Mannschaft und hatte dieses bis zum Saisonende im Mai inne, ehe er in der Sommerpause durch Ulrisch „Uli“ Leifken ersetzt wurde. Zuletzt war er von 2017 bis 2018 erneut als Spieler der SpVg Beckum aktiv und agierte in dieser Zeit an der Seite von Markus Klingen auch als deren Co-Trainer.

## Nationalmannschaft
Labo gab am 22. August 2007 sein Debüt in der togoischen Nationalmannschaft, als er gegen Sambia in der 60. Minute eingewechselt wurde. Zuvor hatte es Probleme mit der Anreise gegeben, da Labos Flug nach Casablanca Verspätung hatte und er so seinen Anschlussflug nach Benin verpasste. Am 10. Oktober 2008 absolvierte Labo beim 6:0-Sieg in Accra gegen Swasiland sein 4. Länderspiel. Auch in diesem wurde er auf der Position des linken Verteidigers eingesetzt und wusste zu überzeugen, so dass er am 22. November 2008 gegen Ruanda über 80 Minuten zu seinem fünften Länderspieleinsatz für Togo kam. Am 12. Februar 2009 folgte dann das sechste Spiel beim 1:1 gegen Ruanda in Paris.